# Interlands Nieuw-Zeelands voetbalelftal 2020-2029
Deze pagina toont een chronologisch en gedetailleerd overzicht van de interlands die het Nieuw-Zeelands voetbalelftal speelde in de periode 2020 – 2029.

## Interlands

### 2020
Het Nieuw-Zeelands voetbalelftal speelde in 2020 geen interlands vanwege de coronacrisis in Nieuw-Zeeland. Vriendschappelijke wedstrijden tegen Oman en Bahrein in maart, België in oktober en Engeland in november werden geannuleerd.

### 2021
|                                                                        |                                |       |                   |                                                                                      |
| 9 oktober Vriendschappelijk № 390 «onderlinge duels» 18:00 uur (UTC+3) | Nieuw-Zeeland                  | 2 – 1 | Curaçao           | Al Muharraqstadion, Muharraq Toeschouwers: 0 Scheidsrechter: Mohammed Bunafoor (BHR) |
| 9 oktober Vriendschappelijk № 390 «onderlinge duels» 18:00 uur (UTC+3) | Bill Tuiloma 9' Chris Wood 33' |       | 72' Rangelo Janga | Al Muharraqstadion, Muharraq Toeschouwers: 0 Scheidsrechter: Mohammed Bunafoor (BHR) |

|                                                                         |         |                 |               |                                                                                        |
| 12 oktober Vriendschappelijk № 391 «onderlinge duels» 18:00 uur (UTC+3) | Bahrein | 0 – 1           | Nieuw-Zeeland | Bahrain National Stadium, Riffa Toeschouwers: 0 Scheidsrechter: Mahmoud El Banna (EGY) |
| 12 oktober Vriendschappelijk № 391 «onderlinge duels» 18:00 uur (UTC+3) |         | 89' Niko Kirwan |               | Bahrain National Stadium, Riffa Toeschouwers: 0 Scheidsrechter: Mahmoud El Banna (EGY) |

|                                                                          |                               |       |        |                                                                                    |
| 16 november Vriendschappelijk № 392 «onderlinge duels» 17:00 uur (UTC+4) | Nieuw-Zeeland                 | 2 – 0 | Gambia | Sjeik Zayidstadion, Abu Dhabi Toeschouwers: 0 Scheidsrechter: Sultan Mohamed (VAE) |
| 16 november Vriendschappelijk № 392 «onderlinge duels» 17:00 uur (UTC+4) | Chris Wood 36' Chris Wood 66' |       |        | Sjeik Zayidstadion, Abu Dhabi Toeschouwers: 0 Scheidsrechter: Sultan Mohamed (VAE) |

### 2022
|                                                                         |                                                        |       |                       |                                                                                                   |
| 28 januari Vriendschappelijk № 393 «onderlinge duels» 16:00 uur (UTC+4) | Jordanië                                               | 3 – 1 | Nieuw-Zeeland         | New York Universiteitsstadion, Abu Dhabi Toeschouwers: 0 Scheidsrechter: Ahmed Eisa Mohamed (VAE) |
| 28 januari Vriendschappelijk № 393 «onderlinge duels» 16:00 uur (UTC+4) | Ali Olwan 21' Musa Al-Taamari 33' (pen.) Ali Olwan 80' |       | 30' (pen.) Chris Wood | New York Universiteitsstadion, Abu Dhabi Toeschouwers: 0 Scheidsrechter: Ahmed Eisa Mohamed (VAE) |

|                                                                   |               |          |             |                           |
| 1 februari Vriendschappelijk «onderlinge duels» 16:00 uur (UTC+4) | Nieuw-Zeeland | Afgelast | Oezbekistan | The Sevens Stadium, Dubai |
| 1 februari Vriendschappelijk «onderlinge duels» 16:00 uur (UTC+4) |               |          |             | The Sevens Stadium, Dubai |

|                                                                                  |                     |               |               |                                                                                       |
| 18 maart WK 2022 kwalificatie Groep B № 394 «onderlinge duels» 17:00 uur (UTC+3) | Papoea-Nieuw-Guinea | 0 – 1         | Nieuw-Zeeland | Suheim Bin Hamadstadion, Doha Toeschouwers: 0 Scheidsrechter: Saoud Ali Al-Adba (QAT) |
| 18 maart WK 2022 kwalificatie Groep B № 394 «onderlinge duels» 17:00 uur (UTC+3) |                     | 75' Ben Waine |               | Suheim Bin Hamadstadion, Doha Toeschouwers: 0 Scheidsrechter: Saoud Ali Al-Adba (QAT) |

|                                                                                  |                                                                          |       |      |                                                                                   |
| 21 maart WK 2022 kwalificatie Groep B № 395 «onderlinge duels» 20:00 uur (UTC+3) | Nieuw-Zeeland                                                            | 4 – 0 | Fiji | Suheim Bin Hamadstadion, Doha Toeschouwers: 0 Scheidsrechter: Salman Falahi (QAT) |
| 21 maart WK 2022 kwalificatie Groep B № 395 «onderlinge duels» 20:00 uur (UTC+3) | Chris Wood 45' Elijah Just 71' Chris Wood 73' Clayton Lewis 90+3' (pen.) |       |      | Suheim Bin Hamadstadion, Doha Toeschouwers: 0 Scheidsrechter: Salman Falahi (QAT) |

|                                                                                  | |       |                         |                                                                                    |
| 24 maart WK 2022 kwalificatie Groep B № 396 «onderlinge duels» 20:00 uur (UTC+3) | Nieuw-Zeeland | 7 – 1 | Nieuw-Caledonië         | Suheim Bin Hamadstadion, Doha Toeschouwers: 0 Scheidsrechter: Norbert Hauata (TAH) |
| 24 maart WK 2022 kwalificatie Groep B № 396 «onderlinge duels» 20:00 uur (UTC+3) | Alex Greive 8' Logan Rogerson 36' (pen.) Alex Greive 45+2' Andre de Jong 75' Bill Tuiloma 81' Chris Wood 83' Chris Wood 89' |       | 12' Jean-Philippe Saïko | Suheim Bin Hamadstadion, Doha Toeschouwers: 0 Scheidsrechter: Norbert Hauata (TAH) |

|                                                                                       |                     |       |        |                                                                                      |
| 27 maart WK 2022 kwalificatie Halve finale № 397 «onderlinge duels» 20:30 uur (UTC+3) | Nieuw-Zeeland       | 1 – 0 | Tahiti | Grand Hamadstadion, Doha Toeschouwers: 0 Scheidsrechter: Abdulrahman Al-Jassim (QAT) |
| 27 maart WK 2022 kwalificatie Halve finale № 397 «onderlinge duels» 20:30 uur (UTC+3) | Liberato Cacace 71' |       |        | Grand Hamadstadion, Doha Toeschouwers: 0 Scheidsrechter: Abdulrahman Al-Jassim (QAT) |

|                                                                                     |                  |                                                                                     |               | |
| 30 maart WK 2022 kwalificatie OFC Finale № 398 «onderlinge duels» 20:00 uur (UTC+3) | Salomonseilanden | 0 – 5                                                                               | Nieuw-Zeeland | Grand Hamadstadion, Doha Toeschouwers: 0 Scheidsrechter: Nawaf Shukralla (BHR) Video-assistent: Salman Falahi (QAT) |
| 30 maart WK 2022 kwalificatie OFC Finale № 398 «onderlinge duels» 20:00 uur (UTC+3) |                  | 23' Bill Tuiloma 39' Chris Wood 50' Joe Bell 70' Bill Tuiloma 90+1' Matthew Garbett |               | Grand Hamadstadion, Doha Toeschouwers: 0 Scheidsrechter: Nawaf Shukralla (BHR) Video-assistent: Salman Falahi (QAT) |

|                                                                     |                       |       |               |                                                                                                |
| 5 juni Vriendschappelijk № 399 «onderlinge duels» 17:30 uur (UTC+2) | Peru                  | 1 – 0 | Nieuw-Zeeland | RCDE Stadium, Cornellà de Llobregat Toeschouwers: 32.149 Scheidsrechter: Ishmael Barbara (MLT) |
| 5 juni Vriendschappelijk № 399 «onderlinge duels» 17:30 uur (UTC+2) | Gianluca Lapadula 69' |       |               | RCDE Stadium, Cornellà de Llobregat Toeschouwers: 32.149 Scheidsrechter: Ishmael Barbara (MLT) |

|                                                                     |      |       |               |                                                                                             |
| 9 juni Vriendschappelijk № 400 «onderlinge duels» 21:00 uur (UTC+3) | Oman | 0 – 0 | Nieuw-Zeeland | Education Citystadion, Ar Rayyan Toeschouwers: 0 Scheidsrechter: Mohammed Al-Shammari (QAT) |
| 9 juni Vriendschappelijk № 400 «onderlinge duels» 21:00 uur (UTC+3) |      |       |               | Education Citystadion, Ar Rayyan Toeschouwers: 0 Scheidsrechter: Mohammed Al-Shammari (QAT) |

| |                  |       |               | |
| 14 juni WK 2022 kwalificatie Intercontinentale play-off № 401 «onderlinge duels» 21:00 uur (UTC+3) | Costa Rica       | 1 – 0 | Nieuw-Zeeland | Ahmed bin Alistadion, Ar Rayyan Toeschouwers: 10.803 Scheidsrechter: Mohammed Abdulla Mohamed (VAE) Video-assistent: Abdulla Al-Marri (QAT) |
| 14 juni WK 2022 kwalificatie Intercontinentale play-off № 401 «onderlinge duels» 21:00 uur (UTC+3) | Joel Campbell 3' |       |               | Ahmed bin Alistadion, Ar Rayyan Toeschouwers: 10.803 Scheidsrechter: Mohammed Abdulla Mohamed (VAE) Video-assistent: Abdulla Al-Marri (QAT) |

|                                                                            |                |       |               |                                                                                 |
| 22 september Vriendschappelijk № 402 «onderlinge duels» 20:00 uur (UTC+10) | Australië      | 1 – 0 | Nieuw-Zeeland | Suncorp Stadium, Brisbane Toeschouwers: 25.392 Scheidsrechter: Ryuji Sato (JPN) |
| 22 september Vriendschappelijk № 402 «onderlinge duels» 20:00 uur (UTC+10) | Awer Mabil 33' |       |               | Suncorp Stadium, Brisbane Toeschouwers: 25.392 Scheidsrechter: Ryuji Sato (JPN) |

|                                                                            |               |                                             |           |                                                                             |
| 25 september Vriendschappelijk № 403 «onderlinge duels» 16:00 uur (UTC+12) | Nieuw-Zeeland | 0 – 2                                       | Australië | Eden Park, Auckland Toeschouwers: 34.985 Scheidsrechter: Yusuke Araki (JPN) |
| 25 september Vriendschappelijk № 403 «onderlinge duels» 16:00 uur (UTC+12) |               | 54' Mitchell Duke 80' (pen.) Jason Cummings |           | Eden Park, Auckland Toeschouwers: 34.985 Scheidsrechter: Yusuke Araki (JPN) |

### 2023
|                                                                        |               |       |       |                                                                                           |
| 23 maart Vriendschappelijk № 404 «onderlinge duels» 19:00 uur (UTC+13) | Nieuw-Zeeland | 0 – 0 | China | Mount Smart Stadium, Auckland Toeschouwers: 12.049 Scheidsrechter: Sivakorn Pu-udom (THA) |
| 23 maart Vriendschappelijk № 404 «onderlinge duels» 19:00 uur (UTC+13) |               |       |       | Mount Smart Stadium, Auckland Toeschouwers: 12.049 Scheidsrechter: Sivakorn Pu-udom (THA) |

|                                                                        |                                            |       |              |                                                                                 |
| 26 maart Vriendschappelijk № 405 «onderlinge duels» 16:00 uur (UTC+13) | Nieuw-Zeeland                              | 2 – 1 | China        | Sky Stadium, Wellington Toeschouwers: 10.307 Scheidsrechter: Kim Woo-sung (KOR) |
| 26 maart Vriendschappelijk № 405 «onderlinge duels» 16:00 uur (UTC+13) | Zhu Chenjie 43' (e.d.) Matthew Garbett 81' |       | 90+2' Ba Dun | Sky Stadium, Wellington Toeschouwers: 10.307 Scheidsrechter: Kim Woo-sung (KOR) |

|                                                                      |                                                                                  |       |                    |                                                                              |
| 16 juni Vriendschappelijk № 406 «onderlinge duels» 19:00 uur (UTC+2) | Zweden                                                                           | 4 – 1 | Nieuw-Zeeland      | Friends Arena, Solna Toeschouwers: 20.528 Scheidsrechter: Craig Pawson (ENG) |
| 16 juni Vriendschappelijk № 406 «onderlinge duels» 19:00 uur (UTC+2) | Jesper Karlsson 39' Robin Quaison 44' Jesper Karlsson 45+1' Anthony Elanga 90+2' |       | 8' Callum McCowatt | Friends Arena, Solna Toeschouwers: 20.528 Scheidsrechter: Craig Pawson (ENG) |

|                                                                      |                    |             |       |                                                                                         |
| 19 juni Vriendschappelijk № 407 «onderlinge duels» 18:00 uur (UTC+2) | Nieuw-Zeeland      | 1 – 0 gest. | Qatar | Sonnenseestadion, Ritzing Toeschouwers: 150 Scheidsrechter: Manuel Schüttengruber (AUT) |
| 19 juni Vriendschappelijk № 407 «onderlinge duels» 18:00 uur (UTC+2) | Marko Stamenic 17' |             |       | Sonnenseestadion, Ritzing Toeschouwers: 150 Scheidsrechter: Manuel Schüttengruber (AUT) |

|                                                                         |                         |       |                    |                                                                     |
| 13 oktober Vriendschappelijk № 408 «onderlinge duels» 18:00 uur (UTC+2) | Nieuw-Zeeland           | 1 – 1 | Congo-Kinshasa     | Estadio Nueva Condomina, Murcia Scheidsrechter: Jason Barcelo (GIB) |
| 13 oktober Vriendschappelijk № 408 «onderlinge duels» 18:00 uur (UTC+2) | Chris Wood 90+1' (pen.) |       | 46' Cédric Bakambu | Estadio Nueva Condomina, Murcia Scheidsrechter: Jason Barcelo (GIB) |

|                                                                         |                                      |       |               |                                                                                              |
| 17 oktober Vriendschappelijk № 409 «onderlinge duels» 19:45 uur (UTC+1) | Australië                            | 2 – 0 | Nieuw-Zeeland | Brentford Community Stadium, Londen Toeschouwers: 5.761 Scheidsrechter: Stuart Attwell (ENG) |
| 17 oktober Vriendschappelijk № 409 «onderlinge duels» 19:45 uur (UTC+1) | Harry Souttar 13' Jackson Irvine 76' |       |               | Brentford Community Stadium, Londen Toeschouwers: 5.761 Scheidsrechter: Stuart Attwell (ENG) |

|                                                                          |                                                   |       |               |                                                                                      |
| 17 november Vriendschappelijk № 410 «onderlinge duels» 19:00 uur (UTC+2) | Griekenland                                       | 2 – 0 | Nieuw-Zeeland | Georgios Kamarasstadion, Athene Toeschouwers: 197 Scheidsrechter: Luca Cibelli (SUI) |
| 17 november Vriendschappelijk № 410 «onderlinge duels» 19:00 uur (UTC+2) | Giannis Konstantelias 10' Giorgos Giakoumakis 29' |       |               | Georgios Kamarasstadion, Athene Toeschouwers: 197 Scheidsrechter: Luca Cibelli (SUI) |

|                                                                        |               |       |                     |                                                                              |
| 21 november Vriendschappelijk № 411 «onderlinge duels» 19:45 uur (UTC) | Ierland       | 1 – 1 | Nieuw-Zeeland       | Avivastadion, Dublin Toeschouwers: 26.517 Scheidsrechter: Urs Schnyder (SUI) |
| 21 november Vriendschappelijk № 411 «onderlinge duels» 19:45 uur (UTC) | Adam Idah 28' |       | 59' Matthew Garbett | Avivastadion, Dublin Toeschouwers: 26.517 Scheidsrechter: Urs Schnyder (SUI) |

### 2024
|                                                                             |                            |       |               | |
| 22 maart Vriendschappelijk FIFA Series «onderlinge duels» 22:00 uur (UTC+2) | Egypte                     | 1 – 0 | Nieuw-Zeeland | Misrstadion, Nieuwe hoofdstad van Egypte Toeschouwers: 30.200 Scheidsrechter: Clement Franklin Kpan (CIV) |
| 22 maart Vriendschappelijk FIFA Series «onderlinge duels» 22:00 uur (UTC+2) | Mostafa Mohamed 29' (pen.) |       |               | Misrstadion, Nieuwe hoofdstad van Egypte Toeschouwers: 30.200 Scheidsrechter: Clement Franklin Kpan (CIV) |

|                                                                             |                                                    |       |                                                             |                                                                              |
| 26 maart Vriendschappelijk FIFA Series «onderlinge duels» 22:00 uur (UTC+2) | Nieuw-Zeeland                                      | 0 – 0 | Tunesië                                                     | Cairostadion, Caïro Toeschouwers: 45 Scheidsrechter: Ahmed El Ghandour (EGY) |
| 26 maart Vriendschappelijk FIFA Series «onderlinge duels» 22:00 uur (UTC+2) |                                                    |       |                                                             | Cairostadion, Caïro Toeschouwers: 45 Scheidsrechter: Ahmed El Ghandour (EGY) |
| 26 maart Vriendschappelijk FIFA Series «onderlinge duels» 22:00 uur (UTC+2) | Strafschoppen                                      |       |                                                             | Cairostadion, Caïro Toeschouwers: 45 Scheidsrechter: Ahmed El Ghandour (EGY) |
| 26 maart Vriendschappelijk FIFA Series «onderlinge duels» 22:00 uur (UTC+2) | Ben Waine Kosta Barbarouses Elijah Just Alex Rufer | 2 – 4 | Mohamed Ali Ben Romdhane Aïssa Laïdouni Ali Abdi Alaa Ghram | Cairostadion, Caïro Toeschouwers: 45 Scheidsrechter: Ahmed El Ghandour (EGY) |

| Oceanisch kampioenschap voetbal 2024 |
| ------------------------------------ |

|                                                                            |               |             |                 |                               |
| 15 juni OFC Nations Cup 2024 Groep A «onderlinge duels» 15:00 uur (UTC+11) | Nieuw-Zeeland | Geannuleerd | Nieuw-Caledonië | Freshwater Stadium, Port Vila |
| 15 juni OFC Nations Cup 2024 Groep A «onderlinge duels» 15:00 uur (UTC+11) |               |             |                 | Freshwater Stadium, Port Vila |

|                                                                            |                                                    |       |                  |                                                                                          |
| 18 juni OFC Nations Cup 2024 Groep A «onderlinge duels» 15:00 uur (UTC+11) | Nieuw-Zeeland                                      | 3 – 0 | Salomonseilanden | Freshwater Stadium, Port Vila Toeschouwers: 3.000 Scheidsrechter: David Yareboinen (PNG) |
| 18 juni OFC Nations Cup 2024 Groep A «onderlinge duels» 15:00 uur (UTC+11) | Ben Waine 6' Ben Waine 11' Kosta Barbarouses 45+4' |       |                  | Freshwater Stadium, Port Vila Toeschouwers: 3.000 Scheidsrechter: David Yareboinen (PNG) |

|                                                                            |         |                                                                  |               |                                                                                    |
| 21 juni OFC Nations Cup 2024 Groep A «onderlinge duels» 15:00 uur (UTC+11) | Vanuatu | 0 – 4                                                            | Nieuw-Zeeland | Freshwater Stadium, Port Vila Toeschouwers: 7.200 Scheidsrechter: Veer Singh (FIJ) |
| 21 juni OFC Nations Cup 2024 Groep A «onderlinge duels» 15:00 uur (UTC+11) |         | 10' Max Mata 27' (e.d.) Brian Kaltak 63' Elijah Just 78' Ben Old |               | Freshwater Stadium, Port Vila Toeschouwers: 7.200 Scheidsrechter: Veer Singh (FIJ) |

|                                                                                 |                                                                                          |       |        |                                                                                    |
| 27 juni OFC Nations Cup 2024 Halve finale «onderlinge duels» 11:00 uur (UTC+11) | Nieuw-Zeeland                                                                            | 5 – 0 | Tahiti | Freshwater Stadium, Port Vila Toeschouwers: 2.000 Scheidsrechter: Veer Singh (FIJ) |
| 27 juni OFC Nations Cup 2024 Halve finale «onderlinge duels» 11:00 uur (UTC+11) | Finn Surman 7' Ben Waine 45' Kosta Barbarouses 45+3' Ben Waine 53' Kosta Barbarouses 72' |       |        | Freshwater Stadium, Port Vila Toeschouwers: 2.000 Scheidsrechter: Veer Singh (FIJ) |

|                                                                           |                                                      |       |         |                                                                                     |
| 30 juni OFC Nations Cup 2024 Finale «onderlinge duels» 15:00 uur (UTC+11) | Nieuw-Zeeland                                        | 3 – 0 | Vanuatu | Freshwater Stadium, Port Vila Toeschouwers: 10.000 Scheidsrechter: Ben Aukwai (SOL) |
| 30 juni OFC Nations Cup 2024 Finale «onderlinge duels» 15:00 uur (UTC+11) | Cameron Howieson 2' Jesse Randall 83' Max Mata 90+3' |       |         | Freshwater Stadium, Port Vila Toeschouwers: 10.000 Scheidsrechter: Ben Aukwai (SOL) |

|  |  |  |  |  |  |  |  |  |

|                                                                    |                                                  |       |               |                                                                              |
| 7 september Vriendschappelijk «onderlinge duels» 18:00 uur (UTC−7) | Mexico                                           | 3 – 0 | Nieuw-Zeeland | Rose Bowl, Pasadena Toeschouwers: 25.271 Scheidsrechter: Joe Dickerson (USA) |
| 7 september Vriendschappelijk «onderlinge duels» 18:00 uur (UTC−7) | Orbelín Pineda 5' César Huerta 53' Luis Romo 57' |       |               | Rose Bowl, Pasadena Toeschouwers: 25.271 Scheidsrechter: Joe Dickerson (USA) |

|                                                                     |                       |       |               |                                                                                 |
| 10 september Vriendschappelijk «onderlinge duels» 19:00 uur (UTC−4) | Verenigde Staten      | 1 – 1 | Nieuw-Zeeland | TQL Stadium, Cincinnati Toeschouwers: 15.711 Scheidsrechter: Selvin Brown (HON) |
| 10 september Vriendschappelijk «onderlinge duels» 19:00 uur (UTC−4) | Christian Pulisic 69' |       | 89' Ben Waine | TQL Stadium, Cincinnati Toeschouwers: 15.711 Scheidsrechter: Selvin Brown (HON) |

|                                                                       |                                             |       |        |                                                                                                  |
| 11 oktober WK 2026 kwalificatie «onderlinge duels» 13:00 uur (UTC+11) | Nieuw-Zeeland                               | 3 – 0 | Tahiti | Freshwater Stadium, Port Vila (Vanuatu) Toeschouwers: 1.000 Scheidsrechter: Médéric Lacour (NCL) |
| 11 oktober WK 2026 kwalificatie «onderlinge duels» 13:00 uur (UTC+11) | Elijah Just 2' Chris Wood 67' Ben Waine 89' |       |        | Freshwater Stadium, Port Vila (Vanuatu) Toeschouwers: 1.000 Scheidsrechter: Médéric Lacour (NCL) |

|                                                                    |                                                                       |       |          |                                                                                       |
| 14 oktober Vriendschappelijk «onderlinge duels» 19:00 uur (UTC+13) | Nieuw-Zeeland                                                         | 4 – 0 | Maleisië | North Harbour Stadium, Auckland Toeschouwers: 8.513 Scheidsrechter: Jack Morgan (AUS) |
| 14 oktober Vriendschappelijk «onderlinge duels» 19:00 uur (UTC+13) | Elijah Just 53' Matthew Garbett 61' Chris Wood 72' Logan Rogerson 90' |       |          | North Harbour Stadium, Auckland Toeschouwers: 8.513 Scheidsrechter: Jack Morgan (AUS) |

|                                                                        | |       |                 |                                                                                 |
| 15 november WK 2026 kwalificatie «onderlinge duels» 18:30 uur (UTC+13) | Nieuw-Zeeland | 8 – 1 | Vanuatu         | Waikato Stadium, Hamilton Toeschouwers: 10.113 Scheidsrechter: Ben Aukwai (SOL) |
| 15 november WK 2026 kwalificatie «onderlinge duels» 18:30 uur (UTC+13) | Matthew Garbett 11' Chris Wood 23' Chris Wood 24' Tyler Bindon 31' Tyler Bindon 38' Elijah Just 74' Sarpreet Singh 82' Callum McCowatt 89' |       | 17' Jordy Tasip | Waikato Stadium, Hamilton Toeschouwers: 10.113 Scheidsrechter: Ben Aukwai (SOL) |

|                                                                        |       | |               |                                                                                    |
| 18 november WK 2026 kwalificatie «onderlinge duels» 18:30 uur (UTC+13) | Samoa | 0 – 8 | Nieuw-Zeeland | Mount Smart Stadium, Auckland Toeschouwers: 5.327 Scheidsrechter: Veer Singh (FIJ) |
| 18 november WK 2026 kwalificatie «onderlinge duels» 18:30 uur (UTC+13) |       | 24' Callum McCowatt 28' Chris Wood 34' Chris Wood 60' Chris Wood 62' Marko Stamenić 75' Francis de Vries 87' Elijah Just 90+2' (pen.) Ben Waine |               | Mount Smart Stadium, Auckland Toeschouwers: 5.327 Scheidsrechter: Veer Singh (FIJ) |

### 2025
|                                                                     | |       |      |                                                                                   |
| 21 maart WK 2026 kwalificatie «onderlinge duels» 19:10 uur (UTC+13) | Nieuw-Zeeland | 7 – 0 | Fiji | Sky Stadium, Wellington Toeschouwers: 20.947 Scheidsrechter: Norbert Hauata (TAH) |
| 21 maart WK 2026 kwalificatie «onderlinge duels» 19:10 uur (UTC+13) | Chris Wood 6' Sarpreet Singh 16' Tyler Bindon 23' Tim Payne 32' Chris Wood 56' Chris Wood 60' Kosta Barbarouses 73' |       |      | Sky Stadium, Wellington Toeschouwers: 20.947 Scheidsrechter: Norbert Hauata (TAH) |

|                                                                     |                 |                                                          |               |                                                                           |
| 24 maart WK 2026 kwalificatie «onderlinge duels» 19:10 uur (UTC+13) | Nieuw-Caledonië | 0 – 3                                                    | Nieuw-Zeeland | Eden Park, Auckland Toeschouwers: 25.132 Scheidsrechter: Ben Aukwai (SOL) |
| 24 maart WK 2026 kwalificatie «onderlinge duels» 19:10 uur (UTC+13) |                 | 61' Michael Boxall 66' Kosta Barbarouses 80' Elijah Just |               | Eden Park, Auckland Toeschouwers: 25.132 Scheidsrechter: Ben Aukwai (SOL) |

|                                                               |               |   |           |                                                                |
| 7 juni Vriendschappelijk «onderlinge duels» 19:00 uur (UTC−4) | Nieuw-Zeeland | – | Ivoorkust | BMO Field, Toronto Toeschouwers: n.n.b. Scheidsrechter: n.n.b. |
| 7 juni Vriendschappelijk «onderlinge duels» 19:00 uur (UTC−4) |               |   |           | BMO Field, Toronto Toeschouwers: n.n.b. Scheidsrechter: n.n.b. |

|                                                                |               |   |          |                                                                |
| 10 juni Vriendschappelijk «onderlinge duels» 17:00 uur (UTC−4) | Nieuw-Zeeland | – | Oekraïne | BMO Field, Toronto Toeschouwers: n.n.b. Scheidsrechter: n.n.b. |
| 10 juni Vriendschappelijk «onderlinge duels» 17:00 uur (UTC−4) |               |   |          | BMO Field, Toronto Toeschouwers: n.n.b. Scheidsrechter: n.n.b. |

|                                                                |           |   |               |                                                                   |
| 14 oktober Vriendschappelijk «onderlinge duels» n.n.b. (UTC+2) | Noorwegen | – | Nieuw-Zeeland | Ullevaalstadion, Oslo Toeschouwers: n.n.b. Scheidsrechter: n.n.b. |
| 14 oktober Vriendschappelijk «onderlinge duels» n.n.b. (UTC+2) |           |   |               | Ullevaalstadion, Oslo Toeschouwers: n.n.b. Scheidsrechter: n.n.b. |

NZF · A-internationals · Bondscoaches · Statistieken · N-Zeelands vrouwenelftal · Olympisch elftal · N-Zeeland U21 · N-Zeeland U20 · N-Zeeland U19 · N-Zeeland U18 · N-Zeeland U17
1920 – 1949 ·
1950 – 1959 ·
1960 – 1969 ·
1970 – 1979 ·
1980 – 1989 ·
1990 – 1999 ·
2000 – 2009 ·
2010 – 2019 ·
2020 − 2029
WK 1982 ·
WK 2010
OS 2008 ·
OS 2012 ·
OS 2020
1922 · 
1923 · 
1924 · 
1925–1926 ·
1927 · 
1928–1932 ·
1933 · 
1934–1935 ·
1936 · 
1937 · 
1938–1945 ·
1946 · 
1947 · 
1948 · 
1949–1950 ·
1951 · 
1952 · 
1953 ·
1954 · 
1955 · 
1956 ·
1957 · 
1958 · 
1959 · 
1960 · 
1961 · 
1962 · 
1963 ·
1964 · 
1965–1966 ·
1967 · 
1968 · 
1969 · 
1970 · 
1971 · 
1972 · 
1973 · 
1975 · 
1976 · 
1977 · 
1978 · 
1979 · 
1980 · 
1981 · 
1982 · 
1983 · 
1984 · 
1985 · 
1986 · 
1987 · 
1988 · 
1989 · 
1990 · 
1991 · 
1992 · 
1993 · 
1994 · 
1995 · 
1996 · 
1997 · 
1998 · 
1999 · 
2000 · 
2001 · 
2002 · 
2003 · 
2004 · 
2005 · 
2006 · 
2007 · 
2008 · 
2009 · 
2010 · 
2011 · 
2012 · 
2013 ·
2014 ·
2015 ·
2016 ·
2017 ·
2018 ·
2019 ·
2020 ·
2021 ·
2022 ·
2023 ·
2024
Australië ·
Bahrein ·
Botswana ·
Brazilië ·
Canada ·
Chili ·
China ·
Colombia ·
Congo-Kinshasa ·
Cookeilanden ·
Costa Rica ·
Curaçao ·
Duitsland ·
Egypte ·
El Salvador ·
Engeland ·
Estland ·
Fiji ·
Frankrijk ·
Gambia ·
Georgië ·
Ghana ·
Griekenland ·
Honduras ·
Hongarije ·
Ierland ·
India ·
Indonesië ·
Irak ·
Iran ·
Israël ·
Italië ·
Jamaica ·
Japan ·
Jordanië ·
Kenia ·
Koeweit ·
Libanon ·
Litouwen ·
Maleisië ·
Marokko ·
Mexico ·
Myanmar ·
Nieuw-Caledonië ·
Noord-Ierland ·
Noorwegen ·
Oezbekistan ·
Oman ·
Papoea-Nieuw-Guinea ·
Paraguay ·
Peru ·
Polen ·
Portugal ·
Qatar ·
Rusland ·
Salomonseilanden ·
Samoa ·
Saoedi-Arabië ·
Schotland ·
Servië ·
Singapore ·
Slovenië ·
Slowakije ·
Soedan ·
Sovjet-Unie ·
Spanje ·
Tahiti ·
Taiwan ·
Tanzania ·
Thailand ·
Trinidad en Tobago ·
Tunesië ·
Turkije ·
Uruguay ·
Vanuatu ·
Venezuela ·
Verenigde Arabische Emiraten ·
Verenigde Staten ·
Wales ·
Wit-Rusland ·
Zuid-Afrika ·
Zuid-Korea ·
Zuid-Vietnam ·
Zweden
Italië (2010) ·
Schotland (1982) · 
Slowakije (2010)
CONMEBOL: Argentinië · Bolivia · Brazilië · Chili · Colombia · Ecuador · Paraguay · Peru · Uruguay · Venezuela

UEFA: Albanië · Andorra · Armenië · Azerbeidzjan · België · Bosnië en Herzegovina · Bulgarije · Cyprus · Denemarken · Duitsland · Engeland · Estland · Faeröer · Finland · Frankrijk · Georgië · Gibraltar · Griekenland · Hongarije · IJsland · Ierland · Israël · Italië · Kazachstan · Kosovo · Kroatië · Letland · Liechtenstein · Litouwen · Luxemburg · Malta · Moldavië · Montenegro · Nederland · Noord-Ierland · Noord-Macedonië · Noorwegen · Oekraïne · Oostenrijk · Polen · Portugal · Roemenië · Rusland · San Marino · Schotland · Servië · Slovenië · Slowakije · Spanje · Tsjechië · Turkije · Wales · Wit-Rusland · Zweden · Zwitserland

AFC: Australië · China · Irak · Iran · Japan · Libanon · Oezbekistan · Oman · Qatar · Saoedi-Arabië · Syrië · Verenigde Arabische Emiraten · Vietnam · Zuid-Korea

CAF: Algerije · Burkina Faso · Congo-Kinshasa · Egypte · Ghana · Ivoorkust · Kaapverdië · Kameroen · Mali · Marokko · Nigeria · Senegal · Tunesië · Zuid-Afrika

CONCACAF: Canada · Costa Rica · Curaçao · El Salvador · Honduras · Jamaica · Mexico · Panama · Suriname · Verenigde Staten

OFC: Nieuw-Zeeland